# Clinodiplosis lappa
Clinodiplosis lappa är en tvåvingeart som först beskrevs av George Ledyard Stebbins 1910.  Clinodiplosis lappa ingår i släktet Clinodiplosis och familjen gallmyggor. Inga underarter finns listade i Catalogue of Life.